# Kryptopterus bicirrhis
Kryptopterus bicirrhis, trong các tài liệu liên quan tới buôn bán cá cảnh trước đây thường được coi là danh pháp khoa học của cá thủy tinh (còn gọi là cá trê kính hoặc cá kính), là một loài cá của chi Kryptopterus.
Cho đến năm 1989, khái niệm loài K. bicirrhis bao gồm cả một loài cá họ hàng có kích thước nhỏ hơn, mà tới năm 2013 mới được định danh lại là Kryptopterus vitreolus (cá kính/cá thủy tinh trong buôn bán cá cảnh, trong giai đoạn sau năm 1989 thì loài cá cảnh này lại bị coi nhầm lẫn là K. minor).
Tên khoa học K. bicirrhis và tên gọi thông thường cá kính, cá thủy tinh thường được sử dụng trong buôn bán cá cảnh để chỉ tới loài mới được định danh lại là K. vitreolus; còn trong thực tế thì loài K. bicirrhis thật sự có kích thước lớn hơn và cũng hung hãn hơn và chỉ được dùng làm cá cảnh với số lượng không đáng kể.
Ở vùng phía Tây Borneo, nơi 2 loài K. minor và K. bicirrhis cùng có mặt thì chúng được gọi chung là lais tipis trong tiếng Mã Lai/tiếng Indonesia, nhưng khi người dân địa phương muốn phân biệt hai loài thì họ gọi K. minor là "lais kaca" và K. bicirrhis là "lais limpok".

## Mô tả
Sự khác biệt chính của cá kính với K. bicirrhis là vây hậu môn của K. bicirrhis có 55-68 tia mềm. K. bicirrhis cũng to lớn hơn – nó dài tới 15 cm (5,9 in). Phần lớn cơ thể của nó không trong suốt (chỉ rõ nét ở phần xung quanh đầu). Cơ thể của K. bicirrhis chủ yếu là mờ đục và hơi xám nhạt.
Khi chiếu sáng với góc chiếu phù hợp thì nó có thể tạo ra màu sắc cầu vồng óng ánh. Sau khi chết, nó chuyển thành màu trắng sữa.
K. bicirrhis cũng có hai sợi râu dài, khi xếp dọc theo thân thì dài tới vây hậu môn. Các vây lưng bị tiêu giảm thành một hình tam giác nhỏ, và vây ngực dài hơn so với đầu.

## Sinh thái học
K. minor và K. bicirrhis khá phổ biến ở vùng Tây Borneo. Ngoài ra, K. bicirrhis còn sinh sống ở một phạm vi rộng lớn hơn, bao gồm toàn bộ đảo Borneo, Sumatra, bán đảo Mã Lai và các lưu vực sông Chao Phraya và Mekong.
Loài cá này sinh sống tại các con sông lớn và nước đục; ưa thích nước chảy nhanh và thường sống gần bờ. Chúng thích nghi với môi trường có nhiệt độ khoảng 21-26 °C (70-79 °F). Là một loài săn mồi ban ngày và chủ yếu ăn bọ nước và thỉnh thoảng là cá nhỏ hơn.